# Душан Летица
Душан Летица (Мајске Пољане код Глине, 1. јул 1879 – Београд, 11. март 1985) био је југословенски правник и угледни финансијски стручњак, министар финансија у владама Краљевине Југославије и члан Комесарске управе Милана Аћимовића.

## Биографија
Рођен је 1879. године у Мајским Пољанама код Глине. Гимназију је похађао у Карловцу, а 1903. године дипломирао је на Правном факултету Универзитета у Загребу. Након тога ступио је у државну финансијску службу у Сарајеву где остаје све до завршетка Првог светског рата и стварања Краљевине Срба, Хрвата и Словенаца. Убрзо је у Генералној дирекцији непосредних пореза новоформиране државе постао начелник пореског одељења за Босну и Херцеговину, Далмацију и словеначки део земље. Током 1925. добија позицију директора Дирекције непосредних пореза, а наредне године након спајања Генералне дирекције непосредних и посредних пореза, постављен је за генералног директора дирекције пореза. На овом положају остао је до 1928. када је именован за државног подсекретара у Министарству финансија. Први помоћник министра финансија постао је 1929. и ту функцију обављао је до краја 1931. године.
Током своје финансијске службе Душан Летица се истакао стручним и публицистичким радом. Објавио је неколико дела из области пореског законодавства и праксе, као и више стручних чланака из области народне економије. У децембру 1934. године постављен је за помоћника министра финансија Милана Стојадиновића у влади Богољуба Јевтића.
Од јуна 1935. до фебруара 1939. године обављао је дужност министра финансија у кабинетима Милана Стојадиновића.
Душан Летица био је члан Главног одбора Југословенске радикалне заједнице, а биран је и за сенатора у Сенату Краљевине Југославије. Као близак сарадник Милана Стојадиновића, био је један од истакнутијих чланова његове Српске радикалне странке током кратког периода постојања те партијске организације.
Након слома Краљевине Југославије у Априлском рату и стављања Србије под директну немачку окупациону власт, Душан Летица постао је комесар за министарство финансија у Комесарској управи Милана Аћимовића. Био је један од потписника Апела српском народу којим је јавно осуђен комунистички устанак у окупираној Србији и народ позван на поштовање окупаторског реда и мира. Именован је за министра финансија у влади Милана Недића 7. октобра 1941, али је напустио положај већ након недељу дана.
Марта 1945. године Државна комисија за утврђивање злочина окупатора и њихових помагача ставила га је на листу одговорних злочинаца за масовна убиства на Бањици и Јајинцима, као члана Комесарске управе, али није био процесуиран након рата.
Душан Летица преминуо  је у Београду 1985. године у 105-ој години живота.
Године 2008. добио је улицу на територији Градске општине Земун.